# Vier von Breda

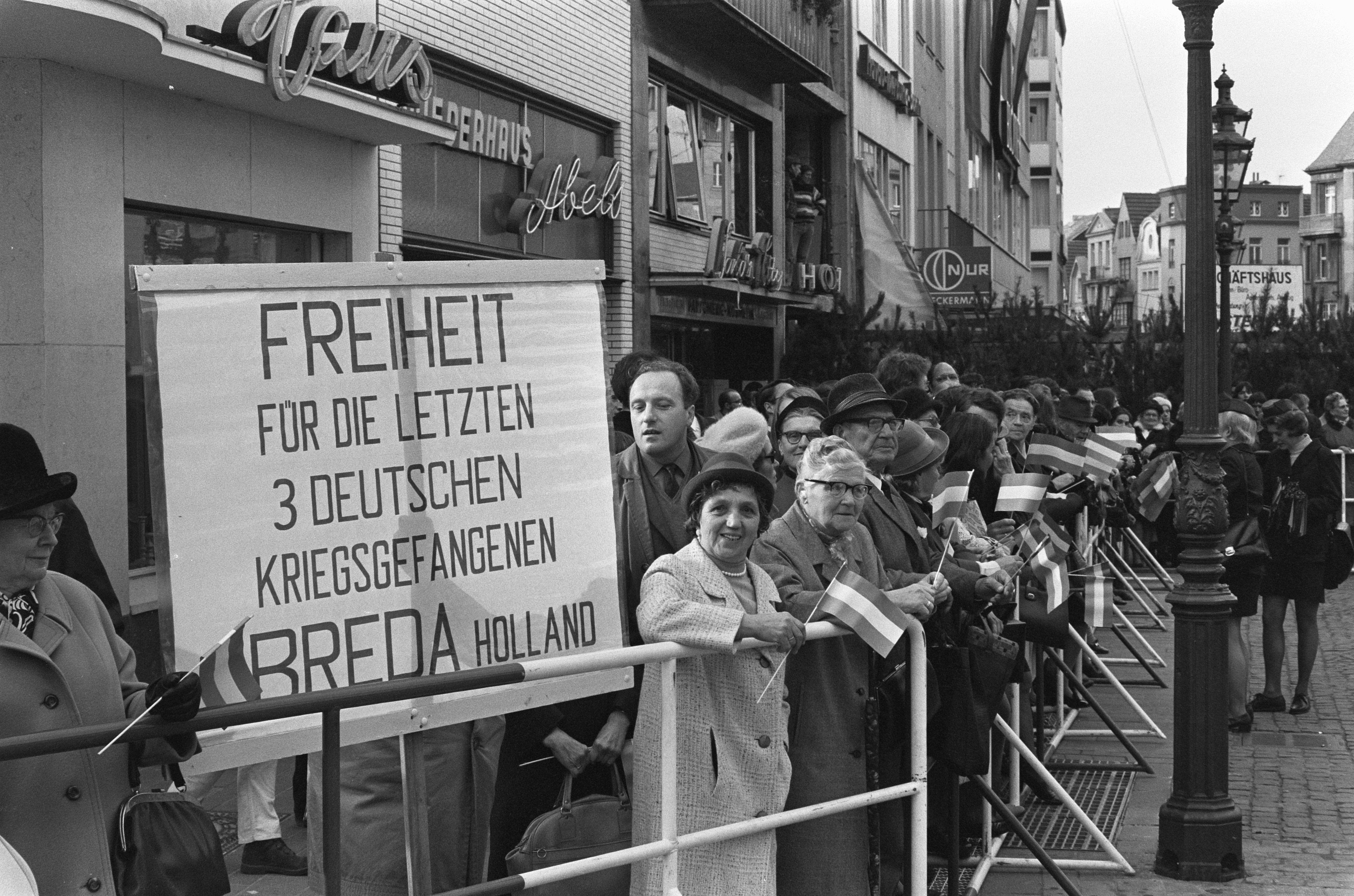
Demonstranten fordern in Bonn die Amnestierung der „deutschen Kriegsgefangenen“, 26. Oktober 1971.

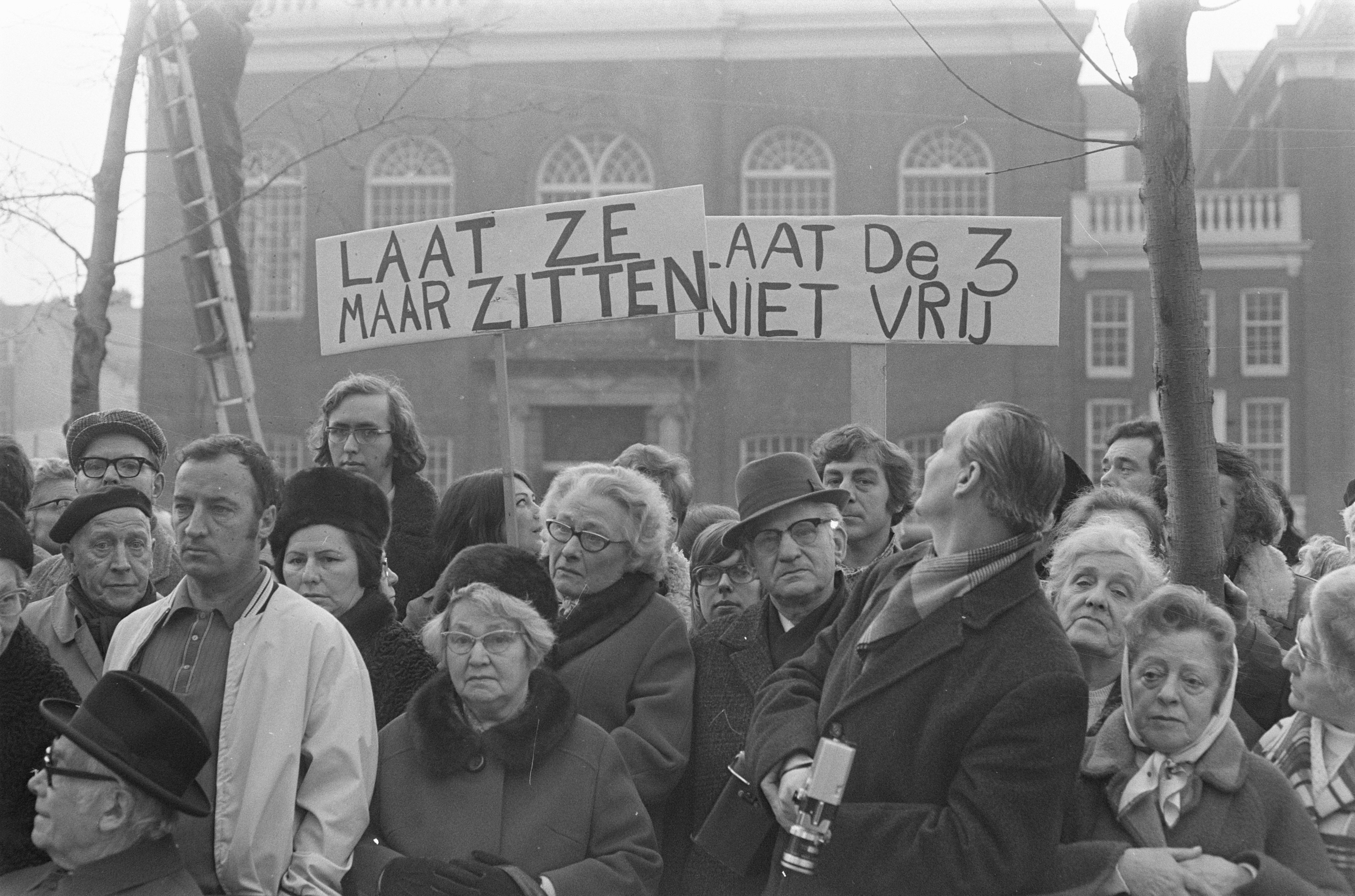
Demonstranten gegen die Freilassung beim Gedenken an den Februarstreik 1941 am 25. Februar 1972.

Die Vier von Breda (nach 1966 Drei von Breda und nach 1979 Zwei von Breda) waren wegen nationalsozialistischer Gewaltverbrechen in den Niederlanden zum Tode verurteilte Straftäter, die infolge Umwandlung der Urteile lebenslange Gefängnisstrafen in Breda verbüßten. Mehrere westdeutsche Regierungen stuften sie als Kriegsgefangene ein, obwohl sie als aktive Mittäter des Holocaust in den Niederlanden aus völker- und menschenrechtlicher Sicht wegen Verbrechen gegen die Menschlichkeit (englisch crimes against humanity bzw. niederländisch  misdaden tegen de menselijkheid) verurteilt worden waren.

## Die vier Verurteilten
- Franz Fischer (entlassen 27. Januar 1989, verstorben 19. September 1989) war ab Februar 1942 in den Niederlanden im Gestapo-Sonderreferat IV B 4, dem sogenannten Judenreferat, tätig, die die Registrierung, Verhaftung und Deportation jüdischer Niederländer verantwortete. Zu Fischers Aufgabengebiet zählte auch das Aufspüren von Menschen, die Verfolgte versteckten. Im Keller der Dienstvilla des BdS in Scheveningen misshandelte Fischer Häftlinge mit Stöcken und Eisenstangen, um gewaltsam Geständnisse zu erpressen. Beim sogenannten „U-Boot-Spiel“, einem Vorläufer der Foltertechnik des Waterboarding, tauchte er seine Opfer so lange unter Wasser, bis sie nützliche Informationen preisgaben. Ab August 1942 war Fischer maßgeblich an der Deportation von 13.000 Haager Juden, darunter Kranke, Kinder und Greise, in die Vernichtungslager im Osten beteiligt. Er wurde in Revision eines Urteils von 1949 zu lebenslänglich, im Jahr darauf wegen Verbrechen gegen die Menschlichkeit/Menschheit zum Tode verurteilt.[1]
- Ferdinand aus der Fünten (entlassen 27. Januar 1989, verstorben 19. April 1989) leitete in Amsterdam zusammen mit Willy Lages die Zentralstelle für jüdische Auswanderung in Amsterdam. Er organisierte zahlreiche Razzien und unter seiner persönlichen Aufsicht wurden die jüdischen Altenheime, Hospitäler und das Waisenhaus der israelitischen Gemeinde geräumt. So koordinierte er am 21. Januar 1943 den Abtransport von 1.200 geistig behinderten Menschen und fünfzig Mitarbeitern des Pflegepersonals aus dem jüdischen psychiatrischen Klinik in Apeldoorn. Waffen-SS führte die zum Teil spärlich bekleideten oder nackten Patienten zu LKWs, die sie zu Güterwaggons schaffte, in denen sie ohne Nahrung, Heizung oder Liegeplätze in das Durchgangslager Westerbork und von dort zur Vernichtung nach Polen deportiert wurden. Nach der Abfahrt der Züge durchsuchte die SS die Habseligkeiten der Patienten. Aus der Fünten nahm das gefundene Geld an sich. Er wurde in Revision eines Urteils von 1949 zu lebenslänglich 1950 wegen Verbrechen gegen die Menschlichkeit/Menschheit zum Tode verurteilt.[2]
- Joseph Johann Kotalla (im Gefängnis verstorben 31. Juli 1979)[3] war Schutzhaftlagerführer und stellvertretender Kommandant des Durchgangslagers Amersfoort gewesen. Ab November 1939 verrichtete er seinen Dienst bei diversen SS-Totenkopfverbänden, unter anderem im KZ Buchenwald. Nach verschiedenen weiteren Stationen wurde er 1941 zum Befehlshaber der Sicherheitspolizei und des Sicherheitsdienstes des Reichsführers SS (SD) nach Den Haag abkommandiert und kam von dort nach Amersfoort. Hier hatte er wegen seines Sadismus den Beinamen „Henker von Amersfoort“. Er misshandelte unterernährte Häftlinge mit Rohrstöcken und Gummiknüppeln oder hetzte Hunde auf sie, er ließ Gefangene stunden- oder tagelang ohne Nahrung und Wasser in einem von Stacheldraht umgebenen Geländestück im Lager stehen. Er erschoss Dutzende Häftlinge in einem Waldstück und auf einem Schießstand. Im Dezember 1948 wurde er in Amsterdam zum Tode verurteilt, unter anderem wegen der „Erschießung oder Teilnahme an der Exekution von insgesamt 77 Häftlingen ohne Verfahren“.[4]
- Willy Paul Franz Lages (entlassen 1966, verstorben 2. Februar 1971) war Leiter der Sicherheitspolizei und des Sicherheitsdienstes des Reichsführers SS in Amsterdam, nachdem er diese Funktion zuvor in Den Haag gehabt hatte. Er „bekämpfte den Widerstand in den Niederlanden mit aller Gewalt“ (Bohr). Während seiner Zeit in Amsterdam gab er in 37 Fällen eigenmächtige Erschießungsbefehle, denen 237 Personen zum Opfer fielen. Bei der von Lages mit durchgeführten Aktion Silbertanne ermordeten der SD und seine niederländischen Handlanger Dutzende Widerstandskämpfer auf heimtückische Weise. 1941 übernahm Lages die Dienstaufsicht über die Zentralstelle für jüdische Auswanderung. Gemeinsam mit aus der Fünten deportierte er Juden aus den Niederlanden zu Zehntausenden in die Vernichtungslager. Lages wurde 1949 wegen der Deportation von 70.000 Juden und wegen seiner leitenden Rolle bei der Hinrichtung von insgesamt 300 Menschen zum Tode verurteilt.[5]

## Haftzeit
Die Todesurteile wurden durch einen königlichen Erlass in lebenslange Gefängnisstrafen umgewandelt. Lages wurde 1966 wegen einer Erkrankung entlassen, Kotalla verstarb 1979 im Gefängnis.
Die vier in Breda Inhaftierten sowie die Ersuchen der Bundesregierung um deren Entlassung belasteten die Deutsch-niederländischen Beziehungen in der Nachkriegszeit, weil in der niederländischen Gesellschaft wenig Akzeptanz für die westdeutsche Amnestiepolitik bestand. Der westdeutschen Gesellschaft wurde mangelnde Distanz zu ihrer NS-Vergangenheit vorgeworfen. In die Kritik eingeschlossen war die anhaltende Unterstützung sämtlicher Bundesregierungen für diese Straftäter, und zwar einschließlich der sozialliberalen Regierungen Willy Brandts und Helmut Schmidts. Dabei ging es um regierungsamtliche „Liebesgabenpakete“, gefüllt mit Zigaretten, Schokolade, Kognak und Konserven, um Rechtsschutz und Anwaltskosten, diplomatische Interventionsversuche und die Forderung nach Amnestierung. Die Unterstützung hielt bis zur Entlassung der verbliebenen „Zwei von Breda“ im Januar 1989 an. Seit den 1960er Jahren war sie aufgrund der Kritik im Ausland verdeckt praktiziert worden. Neonazistische Zusammenschlüsse wie eine „Deutsche Bürgerinitiative“ des Manfred Roeder oder der „Kampfbund Deutscher Soldaten“ des Erwin Schönborn unterstützten die „Vier von Breda“ öffentlich.

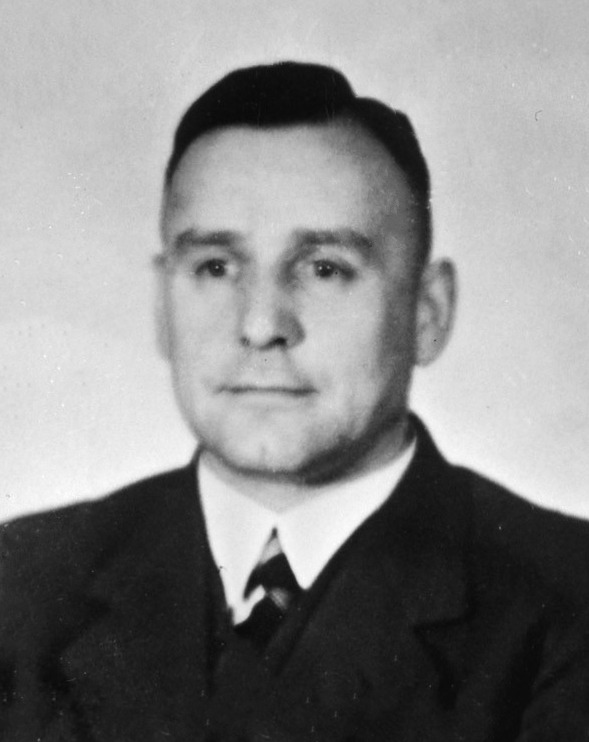
Franz Fischer
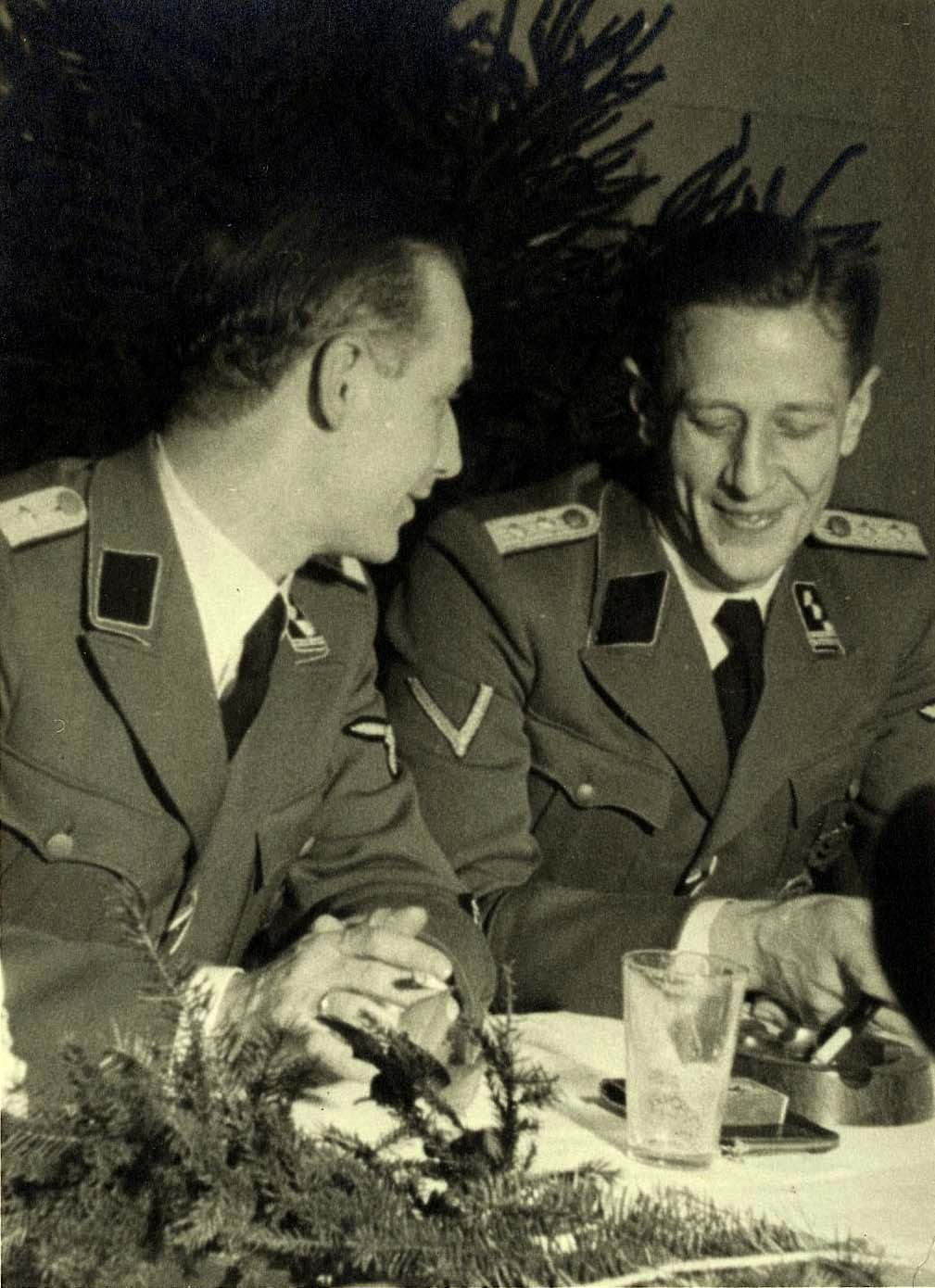
Ferdinand aus der Fünten (rechts)
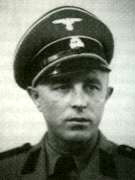
Joseph Kotalla
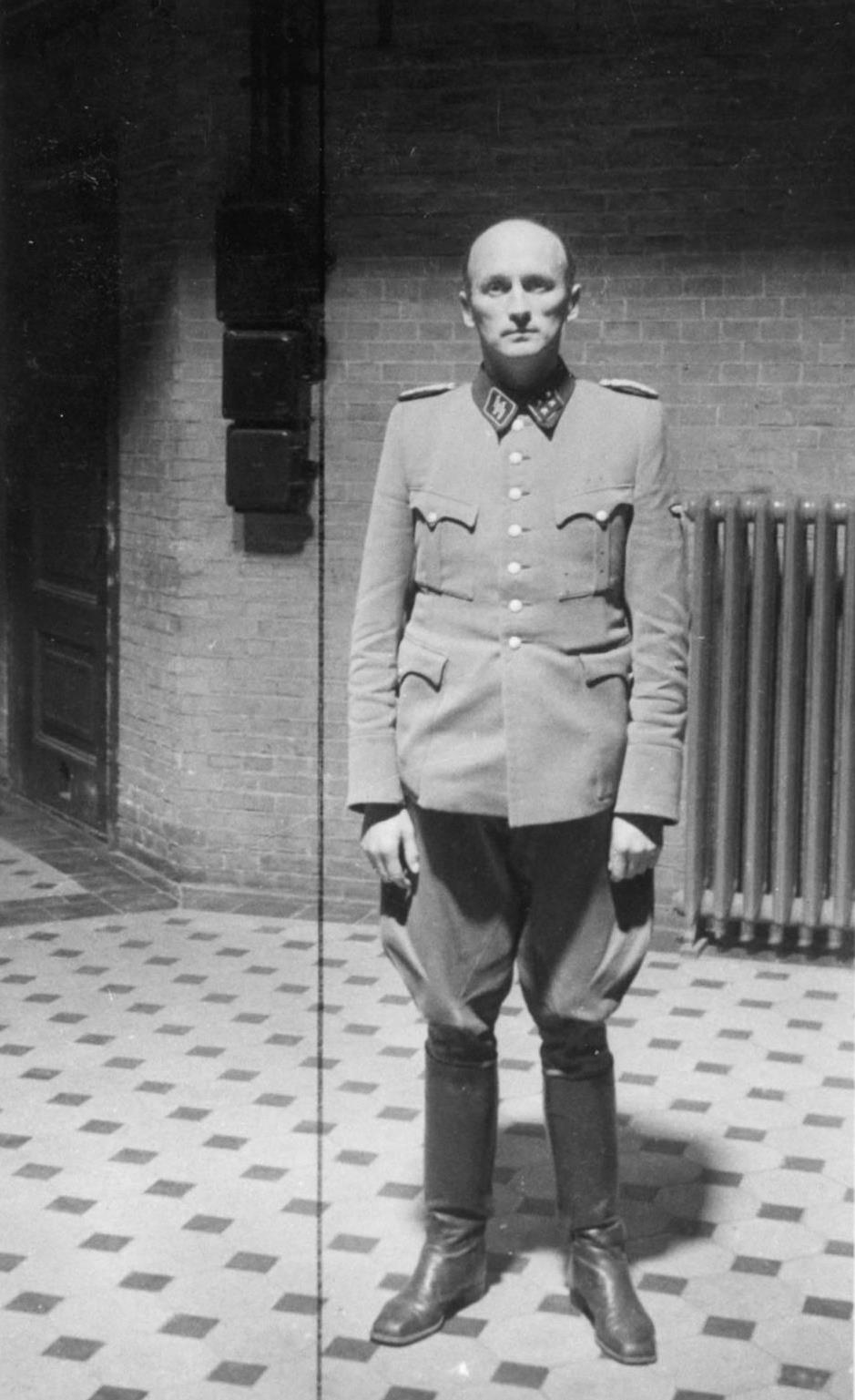
Willy Lages